# Parasecodella dickensi
Parasecodella dickensi är en stekelart som beskrevs av Girault 1915. Parasecodella dickensi ingår i släktet Parasecodella och familjen finglanssteklar. Inga underarter finns listade i Catalogue of Life.